# نوكيا 6256
نوكيا 6256 هو هاتف محمول من إنتاج شركة نوكيا، وقد طُرح في الأسواق عام 2004. يتميز الجهاز بشاشة ملونة تدعم عرض 65,536 لونًا بدقة 128 × 160 بكسل (بنظام ألوان 16-بت). يعمل بتقنية CDMA2000 1x مع دعم لشبكات AMPS، وينتمي إلى الجيل DCT4 من هواتف نوكيا.

يعتمد الهاتف في تصميمه على شكل "صدفة المحار" (الغطاء القلاب)، ويضم كاميرا بدقة VGA. وقد توقّف إنتاج هذا الطراز ولم يعد متوفرًا في الأسواق.